# Informační válka
Informační válka je označení činnosti, jejímž cílem je získání výhody nebo převahy nad soupeřem v oblasti řízení a využívání komunikačních a informačních kanálů nebo technologií.

## Vojenské vymezení
V užším pojetí se tento termín nejčastěji používá k označení vojenské operace realizované za účelem výrazného ovlivnění nebo dokonce získání kontroly nad informačními aktivitami protivníka a současně zabránění podobného ovlivnění v případě informačních aktivit vlastních. Podobné operace mohou být součástí vyhlášeného i nevyhlášeného válečného konfliktu a to i v podobě tzv. hybridní války (kombinace větš. nepřiznaných bojových akcí se synergickým efektem).

## Dělení
- Psychologická operace - soustředí se zejména na ovlivnění jednání nepřátelských subjektů. Cílem je předání informací, dezinformací a podnětů, které mají ovlivnit jejich emoce, motivy či uvažování s cílem dosáhnout požadovaného chování zahraničních vlád, organizací, skupin a jednotlivců.
- Kybernetická válka - jedná se zejména o operace v kybernetickém prostoru (převážně v rámci počítačových sítí), jejichž cílem je informační vytěžení, oslabení nebo úplné zničení informačních systémů protivníka. Tyto operace bývají velmi často spojené s kybernetickými útoky tzv. hackerů.
- Informační blokáda - je speciální operací, jejímž cílem bývá omezení nebo zastavení nežádoucích informačních toků (např. blokování televizního vysílání, rádiového vysílání, cenzura informačních zdrojů, blokování („výpadky“) internetu a/nebo mobilního telefonního spojení (viz protesty v Bělorusku 2020) apod.)
- Radioelektronická válka - jedná se o sledování nebo napadání nepřátelských elektronických systémů a bránění systémů vlastních. Systémy mohou být vyřazeny z provozu, je možné nad nimi převzít kontrolu nebo poškodit tak, aby systém nadále pracoval chybným způsobem. Podle způsobu činnosti ji lze rozdělit na aktivní a pasivní. V rámci pasivní se jedná např. o zachycování informací vysílaných protivníkem, v případě aktivního boje jde např. o rušení signálů nebo vyřazení protivníkova radioelektronického vybavení z provozu.
- Zpravodajská válka - utajované získávání a zpracovávání cizích utajených informací.
- Ekonomická válka - je založena na ekonomické hodnotě informací, obchodování s nimi a jejich následném ekonomickém využití.

## Známé případy
Podle Tima Butze z časopisu CounterSpy z roku 1976 metody ilegálního programu FBI s názvem COINTELPRO, který byl v 60. a 70. letech 20. století zaměřený proti hnutím za občanská práva, mírovým aktivistům proti válce ve Vietnamu a dalším skupinám, jež americká vláda považovala za radikální a nebezpečné, sahaly od pomlouvačné kampaně, psychologické a informační války až po mimoprávní násilí. Do programu byly zapojeny i další zpravodajské služby Spojených států amerických a řada významných novinářů. Mezi nejznámější oběti tohoto programu patřili Martin Luther King Jr. nebo Albert Einstein.
Česká zpravodajská služba BIS v roce 2016 obvinila Rusko, že vedlo v roce 2015 v Česku informační válku v souvislosti s ukrajinským a syrským konfliktem.
Mezi roky 2006 a 2009 probíhala v Česku nakonec úspěšná proruská kampaň Ne základnám, která dosáhla zrušení záměru postavit americký radar v Brdech.
V roce 2024 použila IPSO (speciální informační a psychologickou operaci) při zajišťování munice pro válku na Ukrajině. Český prezident oznámil iniciativu, v rámci které různé Západní vlády přispívají na nákup munice, kterou ve světě identifikovali čeští specialisté. Pro zakrytí původu munice byla opakovaně vypuštěna z anonymních vládních zdrojů, která nejprve určila jako zdroj munice Jihoafrickou republiku, den poté Turecko, o něco později Jižní Koreu a o týden později Maroko a Indonésii, vše prostřednictvím renomovaných médií. Oficiálně byli pak označeni ruští spojenci (kromě Severní Koreje), v ruských médiích pak Arménie, Ázerbájdžán, Kazachstánu nebo Egypt. Českým specialistům tak nestačilo pouze utajit informace o skutečném dodavateli, ale rozhodli zasít neshody a nedůvěru mezi země loajální Kremlu.